# Stenichneumon alpicola
Stenichneumon alpicola là một loài tò vò trong họ Ichneumonidae.